# Lasiomactra acharista
Lasiomactra acharista är en fjärilsart som beskrevs av Edward Meyrick 1921. Lasiomactra acharista ingår i släktet Lasiomactra och familjen praktmalar, Oecophoridae. Inga underarter finns listade i Catalogue of Life.